# Eugensplatz

Der Platz mit Brunnen um 1905

Der Eugensplatz ist ein Platz und Aussichtspunkt in Stuttgart-Mitte. Benannt ist der Platz nach dem württembergischen Stabsoffizier Wilhelm Eugen von Württemberg.

## Geographie

### Lage und Umgebung
Der kleine Platz befindet sich in Stuttgart-Mitte.
Er bietet aufgrund seiner Hanglage über dem Stadtkern eine sehr gute Sicht über das Zentrum Stuttgarts.
Am Platz endet eine der bekanntesten Staffeln Stuttgarts, die Eugenstaffel.

## Ausstattung
Seit 1890 befindet sich auf dem Eugensplatz der Galateabrunnen, einer der prächtigsten Brunnen der Stadt.
Seit 2013 befindet sich eine rund drei Meter hohe Kalksteinsäule, die an Loriot erinnert, der 1938 bis 1941 nahe dem Eugensplatz wohnte. Nachträglich wurde durch Bürgerspenden noch eine Bronzeskulptur eines Mopses hinzugefügt, welche an das Loriot Zitat „Ein Leben ohne Mops ist möglich, aber sinnlos.“ erinnern soll.
Des Weiteren befindet sich am Platz eine nach dem Platz benannte Straßenbahnhaltestelle der Straßenbahn Stuttgart.

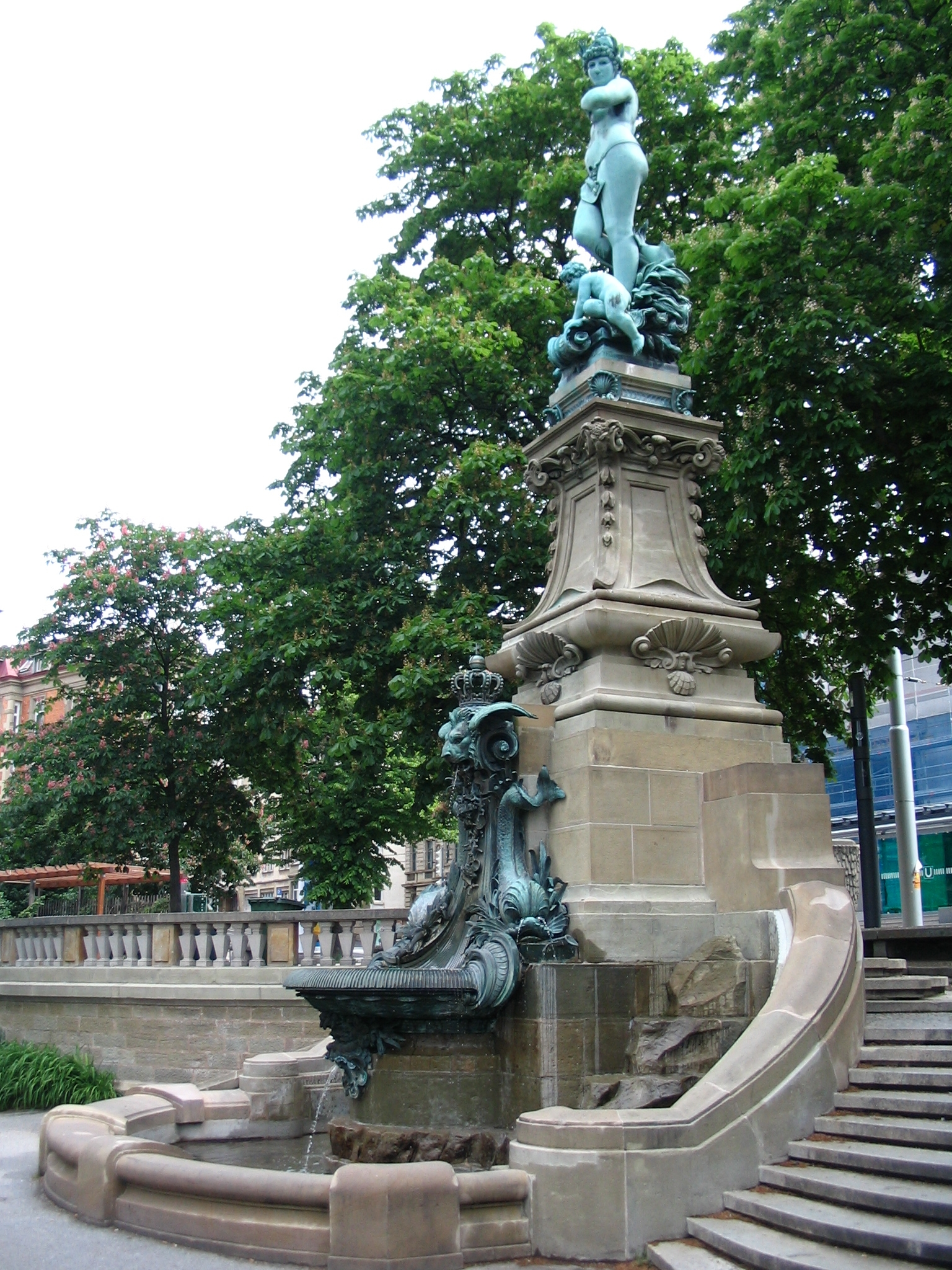
Der Galateabrunnen in Stuttgart
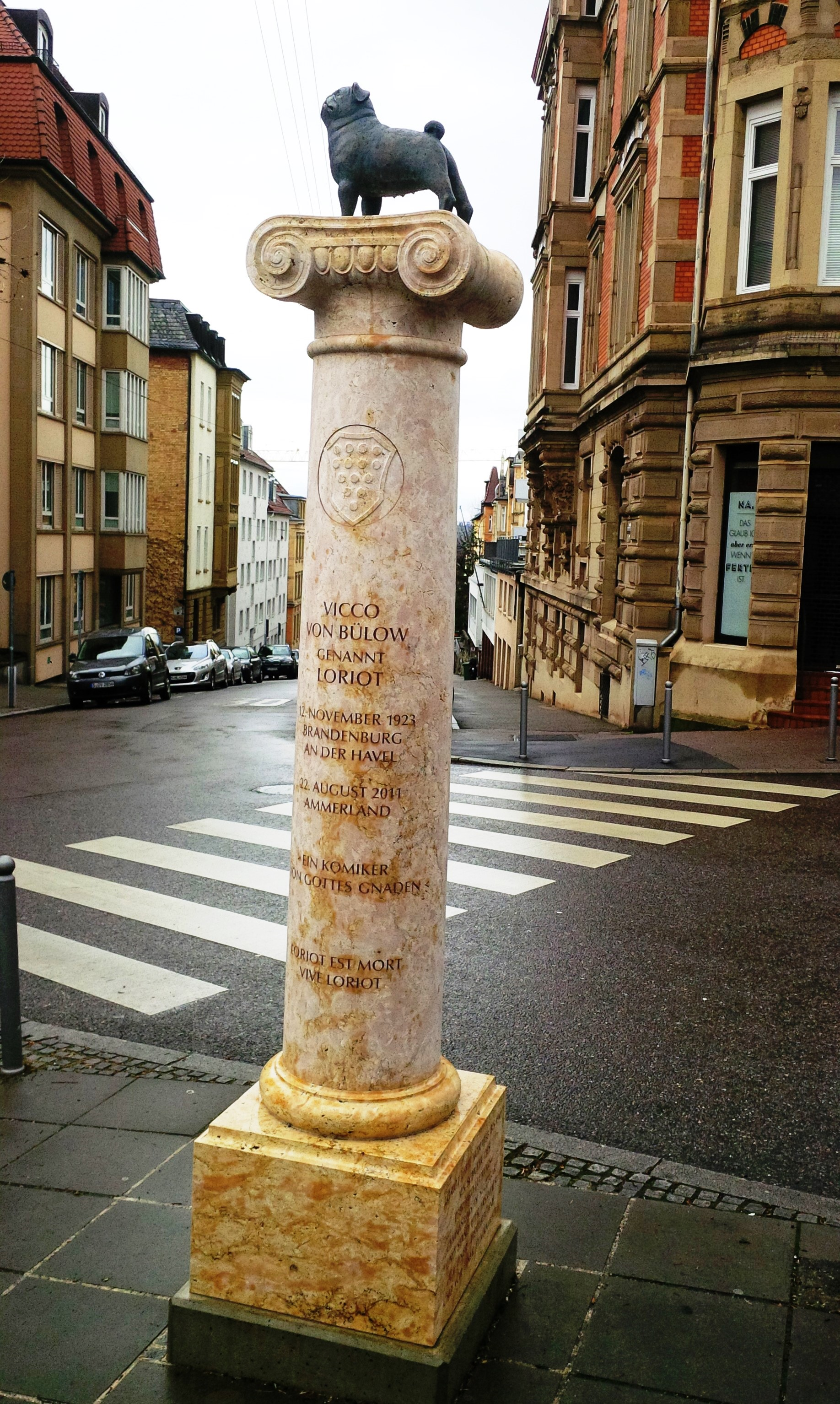
Kalksteinsäule mit Mops, in Erinnerung an Loriot